# An Nguy
Ngụy Thiên An (sinh ngày 31 tháng 8, 1987), thường được biết tới với nghệ danh An Nguy, là một cựu nữ diễn viên, vlogger Việt Nam.
Cô được biết đến qua các phim điện ảnh như: Chờ em đến ngày mai (2016) và Chú ơi, đừng lấy mẹ con! (2018). Năm 2016, cô tham gia trong mùa đầu tiên chương trình truyền hình thực tế về người mẫu thời trang, The Face Vietnam.

## Tiểu sử và sự nghiệp
An Nguy sinh ngày 31 tháng 8 năm 1987 tại Hà Nội. Sau khi hoàn thành chương trình học phổ thông, cô  đỗ thủ khoa tốt nghiệp Trường Đại học Sư phạm Hà Nội, sau đó theo học ngành quản trị khách sạn tại trường California State University Long Beach thuộc bang California (Mỹ).
Cũng trong thời gian học tập và sinh sống nay đây, An Nguy bắt đầu trở thành mới nữ Vlogger nổi tiếng. Đa phần những vlog của An Nguy thường chia sẻ thẳng thắn về những đề tế nhị trong cuộc sống. Với nét xinh đẹp không tuổi cùng lối dẫn chuyện hài hước và vui vẻ khiến cộng đồng Vlog ngày càng biết đến An Nguy.
Sau nhiều năm học tập tại Mỹ, An Nguy không tiếp tục ở lại mà trở về Việt Nam lập nghiệp. Tuy nhiên sau khi thoái trào lĩnh vực vlog, An Nguy thử mình lấn vào lĩnh vực showbiz trong vai trò là người mẫu. Năm 2016, cô tham gia chương trình truyền hình thực tế Gương mặt thương hiệu (mùa 1), cô là thí sinh thuộc đội của Hoa hậu Hoàn vũ Việt Nam 2015 Phạm Thị Hương. Thời điểm đó, sự kiện này đã khiến truyền thông lẫn khán giả vô cùng bất ngờ. Khi được hỏi về lý do tham gia, An Nguy thẳng thắn chia sẻ thứ nhất là vì giải thưởng, thứ hai cô muốn lấy được nhiều kinh nghiệm và có được cơ hội thăng tiến trong sự nghiệp thông qua cuộc thi. Tuy nhiên, dù sở hữu gương mặt ưa nhìn và có sẵn sự nổi tiếng nhưng An Nguy vẫn không thể tiến sâu ở cuộc thi khi dừng bước ở tập 4.
Ngoài ra, cô cũng tham gia 2 bộ phim Chờ em đến ngày mai (2016) và Chú ơi, đừng lấy mẹ con! (2018). Vai diễn Ly "cún" trong phim Chờ em đến ngày mai đã giúp cô nhận 1 đề cử tại giải Cánh diều vàng 2016 cho hạng mục Nữ diễn viên chính xuất sắc nhất và nhận giải Gương mặt điện ảnh triển vọng tại Giải thưởng Ngôi sao xanh 2017. Cô cũng nhận đề cử cho 3 hạng mục quan trọng (trên tổng số 9 hạng mục) gồm Youtube Channel (kênh Youtube), Youtube Personality (Lối sống nổi bật trên Youtube), Breakout Influencer (Gương mặt đột phá) tại giải thưởng Influence Asia 2017.

## Đời tư
Thời gian An Nguy sinh sống và làm Vlogger tại Mỹ, cô quen và yêu bạn trai tên là Toàn Shinoda, tuy nhiên Toàn đột ngột qua đời vào năm 2014, trước đó cô thừa nhận cả 2 đã chia tay trước khi Toàn Shinoda qua đời. Sau khi quay về Việt Nam sinh sống, An Nguy đã công khai với người yêu đồng giới của mình là Alexandra Nguyễn (Anh Nguyễn) – một người Mỹ gốc Việt. Cả hai vốn quen biết nhau từ trước và chính thức hẹn hò sau khi cô trở lại Mỹ, cô lựa chọn rời xa showbiz để tập trung vào cuộc sống riêng bên trời Tây. Vào đúng Giáng sinh năm 2020, An Nguy bất ngờ công khai hình ảnh mang thai con gái đầu lòng. Cô và người yêu đồng giới Alexandra Nguyễn vô cùng hạnh phúc khi cả 2 chuẩn bị lên chức. Đến tháng 3/2021, bé Bay (tên thân mật của con gái An Nguy) chính thức chào đời, đánh dấu cột mốc làm mẹ ở tuổi 34.Quá trình sinh con của cô nguy hiểm hơn khi cô từng phải phẫu thuật u xơ tử cung cách đây 2 năm.
Vào năm 2018, An Nguy vướng phải tin đồn là người thứ 3 chen vào cuộc tình của Kiều Minh Tuấn và Cát Phượng trong khi đóng phim Chú ơi, đừng lấy mẹ con! . Nhiều tin đồn cho rằng An Nguy và Kiều Minh Tuấn khi đóng chung phim, cả hai nảy sinh tình cảm kiểu phim giả tình thật. Chuyện tình này cũng khiến giới báo chí tốn không ít giấy mực, bản thân An Nguy tố Cát Phượng "giật dây" đằng sau vụ lùm xùm tình ái với Kiều Minh Tuấn. Tuy nhiên mọi chuyện đều lắng xuống khi An Nguy chấp nhận thua cuộc và Kiều Minh Tuấn quay lại với Cát Phượng.
Sau sự việc lần này, cô chính thức rút lui khỏi làng giải trí Việt Nam và quay trở về Hoa Kỳ.

## Danh sách phim đã tham gia
| Năm  | Phim                     | Vai diễn | Ghi chú    |
| ---- | ------------------------ | -------- | ---------- |
| 2016 | Chờ em đến ngày mai      | Ly "cún" | Đóng chính |
| 2018 | Chú ơi, đừng lấy mẹ con! | Tiên     | Đóng chính |

## Danh sách các chương trình đã tham gia
- The Face Vietnam mùa 1 (2016)[4]

## Giải thưởng & đề cử
| Năm  | Giải thưởng    | Hạng mục                         | Đề cử    | Kết quả   | Nguồn  |
| ---- | -------------- | -------------------------------- | -------- | --------- | ------ |
| 2016 | Cánh Diều Vàng | Nữ diễn viên chính xuất sắc nhất | Bản thân | Đề cử     | [ 19 ] |
| 2017 | Ngôi Sao Xanh  | Gương mặt điện ảnh triển vọng    | Bản thân | Đoạt giải | [ 20 ] |
| 2017 | Influence Asia | Top Breakout Influencer          | Bản thân | Đề cử     | [ 21 ] |
| 2017 | Influence Asia | Youtube Personality              | Bản thân | Đề cử     | [ 21 ] |
| 2017 | Influence Asia | Youtube Channel                  | Bản thân | Đề cử     | [ 21 ] |